# Ptychopseustis amoenella
Ptychopseustis amoenella är en fjärilsart som beskrevs av Pieter Cornelius Tobias Snellen 1880. Ptychopseustis amoenella ingår i släktet Ptychopseustis och familjen Crambidae. Inga underarter finns listade i Catalogue of Life.